# Battlegroup 107
Battlegroup 107 var en av EU:s snabbinsatsstyrkor. Styrkan stod under perioden 1 januari – 30 juni 2011 i parallell beredskap tillsammans med Nordic Battlegroup 11.

## Bakgrund
Styrkan har tidigare stått i beredskap under perioden januari–juni 2007, och leddes av Tyskland, (styrkan kallades även (GBG) German Battle Group). Övriga länder som ingick var Nederländerna och Finland. Nästa period snabbinsatsstyrkan kom att stå i beredskap var under perioden januari–juni 2011 (samtidigt som Nordic Battlegroup 11). Men då med Nederländerna som huvudansvarig för styrkan, det vill säga så kallad "framework nation".